# 海老根恵太
海老根 恵太（えびね けいた、1977年7月27日 - ）は、日本の競輪選手。日本競輪選手会千葉支部所属、ホームバンクは千葉競輪場。日本競輪学校（当時。以下、競輪学校）第86期生。師匠は森下太志（61期）。

## 経歴
埼玉県春日部市出身。春日部市立豊野中学校在学中より、陸上競技の110メートルハードルの選手として全国レベルの実績を誇り、1992年に手動計測ながらも、14.0秒の当時の中学校日本新記録を樹立。高校は東海大学付属浦安高等学校に進み、1995年の全国高等学校総合体育大会で優勝。また、同年9月15日に開催されたTOTO国際スーパー陸上において、当時の高校日本タイ記録となる、14.08秒をマークした。その後順天堂大学へと進み、1999年の日本学生陸上競技対校選手権大会で優勝。
しかし、日本の110mハードルの競技レベルが低いこともあって陸上選手として選手生活を送って行くのは厳しいと考えた海老根は大学卒業後、競輪選手に転身することを考え海老根の高校の先輩でもある森下太志に師事する傍ら東出剛らのサポートも受け、競輪学校を適性試験で受験し第86期生として合格。競輪学校での在校競走成績は51位（12勝）。主な同期には、井上昌己、稲垣裕之、村上博幸らがいる。
2001年8月11日、伊東温泉競輪場でデビューし、初勝利も同日。さらにこの開催では完全優勝を果たした。2004年12月29日に行われたヤンググランプリ04では、五十嵐力の逃げを2センターで捲りきって優勝。翌2005年12月、岸和田競輪場で開催された全日本選抜競輪決勝では3着。さらに2006年の競輪祭決勝では海老根以外に先行選手が見当たらないメンバー構成となったことから人気の中心となり、最終ホームから果敢に逃げたが、小倉竜二のゴール前の強襲に屈して2着となった。その後、寬仁親王牌でも決勝進出（8着）を果たしている他、この頃はGIIでも決勝の常連だった。
同年7月、鳥取県の倉吉自転車競技場で開催された全日本自転車競技選手権大会のケイリンで優勝したことから、同期の稲垣とともに、同年12月に開催される、ドーハアジア競技大会のケイリン日本代表選手に選出された。しかし、9月に花月園競輪場で開催されたオールスター競輪の準決勝で、1着でゴールしながらも、4角で内圏線内内側から追い抜いたと判定されて失格を取られたあたりからリズムが狂い始める。アジア大会のケイリンでも優勝候補の一角に挙げられながらも一次予選で他選手の落車に乗り上げて転倒（出走6名中海老根を含めて4名が落車）。怪我のため敗者復活戦も棄権してしまった。
その後はアジア大会における落車の影響が緒を引く形で競輪でも不振を極め、GI、GIIでは準決勝にさえ進出できない状態が続いたが、2008年、静岡競輪場で開催された日本選手権競輪で、2年前のオールスター以来となるGIでの準決勝進出を果たした他、6月に開催された函館、小田原の両記念競輪を連覇し、12月の全日本選抜競輪（西武園競輪場）では決勝に進出して3着に入った。なお、これら2008年の年間獲得賞金額上位となる成果により、2009年はS級S班に格付された。
2009年は2月に高松競輪場で開催された東西王座戦では東日本王座決定戦をタイヤ差ながら逃げ切って優勝する。さらに7月、この年は青森競輪場で行われた寬仁親王牌の決勝では、2段駆け態勢を敷いて先行した平原康多 - 武田豊樹 - 神山雄一郎の関東ラインの4番手をうまく取りきり、最終4コーナーから神山の優勝を図った関東ラインを打ち砕く強烈な差し脚を見せ、GI初制覇を果たした。
これにより出場を果たしたKEIRINグランプリ09では、伏見俊昭の捲りに乗る形で驚異的な追い込みを見せてグランプリ初出場優勝を成し遂げ（歴代17人目の覇者）、賞金1億円を獲得したことにより史上4人目の年間獲得賞金総額2億円突破となり、2009年の賞金王に就いた。
2010年は9月にいわき平競輪場で開催された第53回オールスター競輪の決勝で3着に入り、獲得賞金でのグランプリ出場を視野に入れていたが、11月に開催された第52回朝日新聞社杯競輪祭の決勝では、最終バックの捲くりで前団を交わし、そのまま最後まで押し切って優勝したことにより特別覇者としてKEIRINグランプリ2010の出場権を手に入れた。
2011年3月11日に発生した東日本大震災に対し、個人的に100万円を寄付した。
2021年5月24日午前0時35分頃、埼玉県川口市のバーで知人らと酒を飲むなど飲食中、客の20代の女性の体を触るわいせつな行為をしたとして翌5月25日、強制わいせつの疑いで埼玉県警川口署に逮捕された。同年6月7日に不起訴処分となったが、この事件により逮捕直後にあっせん保留の措置が取られ、最終的に2021年7月26日付けで、8月1日から2022年7月31日まで12か月間（実質はあっせん保留の期間も含めて14か月間）あっせん停止とする処分が下されたため、そのあっせん停止処分が影響し、2022年下期よりA級1班に降格。
2022年8月9日からの平塚FII（ミッドナイト）にて14か月ぶりにレースに復帰、復帰戦は捲り追い込みで1着とした（当開催は、二日目準決勝も1着であったが最終日決勝は5着）。
2025年7月、10年ぶりにS級1班に昇格する。

## 主な獲得タイトルと記録
- 2009年 - 寬仁親王牌・世界選手権記念トーナメント（青森競輪場）、KEIRINグランプリ09（京王閣競輪場）
- 2010年 - 朝日新聞社杯競輪祭（小倉競輪場）
- 年間賞金王1回 - 2009年
- 年間獲得賞金2億円突破 - 2009年

## 競走スタイル
ダッシュとスピードを生かした自力を持ち味としており、先行よりもスタミナを生かしたロング捲りを打つことが多い。ただ好不調の波が激しい面があり、好調を維持できるかどうかが成績向上への鍵となっている。

## 家族
妻も元陸上選手。子女は1男1女で、長男は、大阪桐蔭高等学校野球部出身で2022年の春・夏ともに甲子園大会で本塁打を放つなど主力打者として活躍し、現在は社会人野球選手の海老根優大。